# Rongé-Insel
Die Rongé-Insel (französisch Île De Rongé) ist eine 8 km lange und bergige Insel vor der Danco-Küste des Grahamlands im Norden der Antarktischen Halbinsel. Sie ist die größte der Inseln einer Gruppe an der Westseite des Errera-Kanals.
Teilnehmer der Belgica-Expedition (1897–1899) unter der Leitung des belgischen Polarforschers Adrien de Gerlache de Gomery entdeckten sie im Februar 1898. Namensgeberin ist Madame de Rongé, eine Cousine des deutschen Geistlichen Johannes Ronge und Sponsorin der Forschungsreise.